# Handebol nos Jogos Sul-Americanos
Os torneios de Handebol(pt-BR) ou Andebol(pt-PT?) nos Jogos Sul-Americanos acontecem desde a edição de 2002, no Brasil. 
A quantidade de participantes neste torneio é variável, a cada nova edição. Mais recentemente, em Cochabamba-2018, participaram sete equipes em cada modalidade (masculina e feminina).
Além de se conhecer o campeão Sul-Americano de handebol, o torneio tem importância como qualificatório da região para os Jogos Pan-Americanos, que ocorrem no ano seguinte aos Jogos Sul-Americanos.

## Torneio masculino
| Ano           | Sede             | Final     | Final        | Final        | Decisão 3º lugar | Decisão 3º lugar | Decisão 3º lugar |
| Ano           | Sede             | Campeão   | Placar       | Vice-campeão | 3º lugar         | Placar           | 4º lugar         |
| ------------- | ---------------- | --------- | ------------ | ------------ | ---------------- | ---------------- | ---------------- |
| 2002 Detalhes | Brasil           | Argentina | 20–18        | Brasil       | Uruguai          | 24–17            | Chile            |
| 2006 Detalhes | Buenos Aires     | Argentina | 28–21        | Uruguai      | Chile            | 43–24            | Paraguai         |
| 2010 Detalhes | Medellín         | Brasil    | Sem playoffs | Argentina    | Chile            | Sem playoffs     | Uruguai          |
| 2014 Detalhes | Santiago         | Brasil    | 25–23        | Argentina    | Chile            | 27–21            | Uruguai          |
| 2018 Detalhes | Cochabamba       | Brasil    | 25–22        | Argentina    | Chile            | 23–20            | Uruguai          |
| 2022 Detalhes | Assunção         | Argentina | Sem playoffs | Chile        | Uruguai          | Sem playoffs     | Paraguai         |
| 2026 Detalhes | Rosário Santa Fé | A definir |              | A definir    | A definir        |                  | A definir        |

### Quadro de medalhas
| Ordem | País      | Medalha de ouro | Medalha de prata | Medalha de bronze | Total |
| ----- | --------- | --------------- | ---------------- | ----------------- | ----- |
| 1     | Argentina | 3               | 3                | 0                 | 6     |
| 2     | Brasil    | 3               | 1                | 0                 | 4     |
| 3     | Chile     | 0               | 1                | 4                 | 5     |
| 4     | Uruguai   | 0               | 1                | 2                 | 3     |
| Total | Total     | 6               | 6                | 6                 | 18    |

### Nações participantes
| País          | 2002 | 2006 | 2010 | 2014 | 2018 | 2022 | 2026 | Total |
| ------------- | ---- | ---- | ---- | ---- | ---- | ---- | ---- | ----- |
| Argentina     | 1º   | 1º   | 2º   | 2º   | 2º   | 1º   | -    | 6     |
| Brasil        | 2º   | -    | 1º   | 1º   | 1º   | -    | -    | 4     |
| Bolívia       | -    | -    | -    | -    | 7º   | -    | -    | 1     |
| Chile         | 4º   | 3º   | 3º   | 3º   | 3º   | 2º   | -    | 6     |
| Colômbia      | -    | -    | 5º   | 7º   | -    | -    | -    | 2     |
| Paraguai      | 5º   | 4º   | -    | 6º   | -    | 4º   | -    | 4     |
| Peru          | -    | -    | -    | -    | 5º   | -    | -    | 1     |
| Uruguai       | 3º   | 2º   | 4º   | 4º   | 4º   | 3º   | -    | 6     |
| Venezuela     | -    | -    | -    | 5º   | 6º   | 5º   | -    | 3     |
| Participantes | 5    | 4    | 5    | 7    | 7    | 5    | -    |       |

## Torneio feminino
| Ano           | Sede             | Final     | Final        | Final        | Decisão 3º lugar | Decisão 3º lugar | Decisão 3º lugar |
| Ano           | Sede             | Campeão   | Placar       | Vice-campeão | 3º lugar         | Placar           | 4º lugar         |
| ------------- | ---------------- | --------- | ------------ | ------------ | ---------------- | ---------------- | ---------------- |
| 2002 Detalhes | Brasil           | Brasil    | 26–13        | Argentina    | Uruguai          | 25–16            | Paraguai         |
| 2006 Detalhes | Buenos Aires     | Argentina | 27–26        | Paraguai     | Chile            | 24–23            | Uruguai          |
| 2010 Detalhes | Medellín         | Argentina | Sem playoffs | Brasil       | Uruguai          | Sem playoffs     | Chile            |
| 2014 Detalhes | Santiago         | Brasil    | Sem playoffs | Argentina    | Chile            | Sem playoffs     | Uruguai          |
| 2018 Detalhes | Cochabamba       | Brasil    | 26–12        | Argentina    | Chile            | 31–25            | Paraguai         |
| 2022 Detalhes | Assunção         | Brasil    | Sem playoffs | Paraguai     | Argentina        | Sem playoffs     | Uruguai          |
| 2026 Detalhes | Rosário Santa Fé | A definir |              | A definir    | A definir        |                  | A definir        |

### Quadro de medalhas
| Ordem | País      | Medalha de ouro | Medalha de prata | Medalha de bronze | Total |
| ----- | --------- | --------------- | ---------------- | ----------------- | ----- |
| 1     | Brasil    | 4               | 1                | 0                 | 5     |
| 2     | Argentina | 2               | 3                | 1                 | 6     |
| 3     | Paraguai  | 0               | 2                | 0                 | 2     |
| 4     | Chile     | 0               | 0                | 3                 | 3     |
| 5     | Uruguai   | 0               | 0                | 2                 | 2     |
| Total | Total     | 6               | 6                | 6                 | 18    |

### Nações participantes
| País          | 2002 | 2006 | 2010 | 2014 | 2018 | 2022 | 2026 | Total |
| ------------- | ---- | ---- | ---- | ---- | ---- | ---- | ---- | ----- |
| Argentina     | 2º   | 1º   | 1º   | 2º   | 2º   | 3º   | -    | 6     |
| Brasil        | 1º   | -    | 2º   | 1º   | 1º   | 1º   | -    | 5     |
| Bolívia       | -    | -    | -    | -    | 7º   | 6º   | -    | 2     |
| Chile         | -    | 3º   | 4º   | 3º   | 3º   | 5º   | -    | 5     |
| Colômbia      | -    | -    | 6º   | -    | -    | -    | -    | 1     |
| Paraguai      | 4º   | 2º   | 5º   | 5º   | 4º   | 2º   | -    | 6     |
| Peru          | -    | -    | -    | -    | 5º   | -    | -    | 1     |
| Uruguai       | 3º   | 4º   | 3º   | 4º   | 6º   | 4º   | -    | 6     |
| Participantes | 4    | 4    | 6    | 5    | 7    | 6    | -    |       |